# Bistum Sainte-Anne-de-la-Pocatière
Das Bistum Sainte-Anne-de-la-Pocatière (lateinisch Dioecesis Sanctae Annae Pocatierensis, französisch Diocèse de Sainte-Anne-de-la-Pocatière) ist eine in Kanada gelegene römisch-katholische Diözese mit Sitz in Sainte-Anne-de-la-Pocatière.

## Geschichte

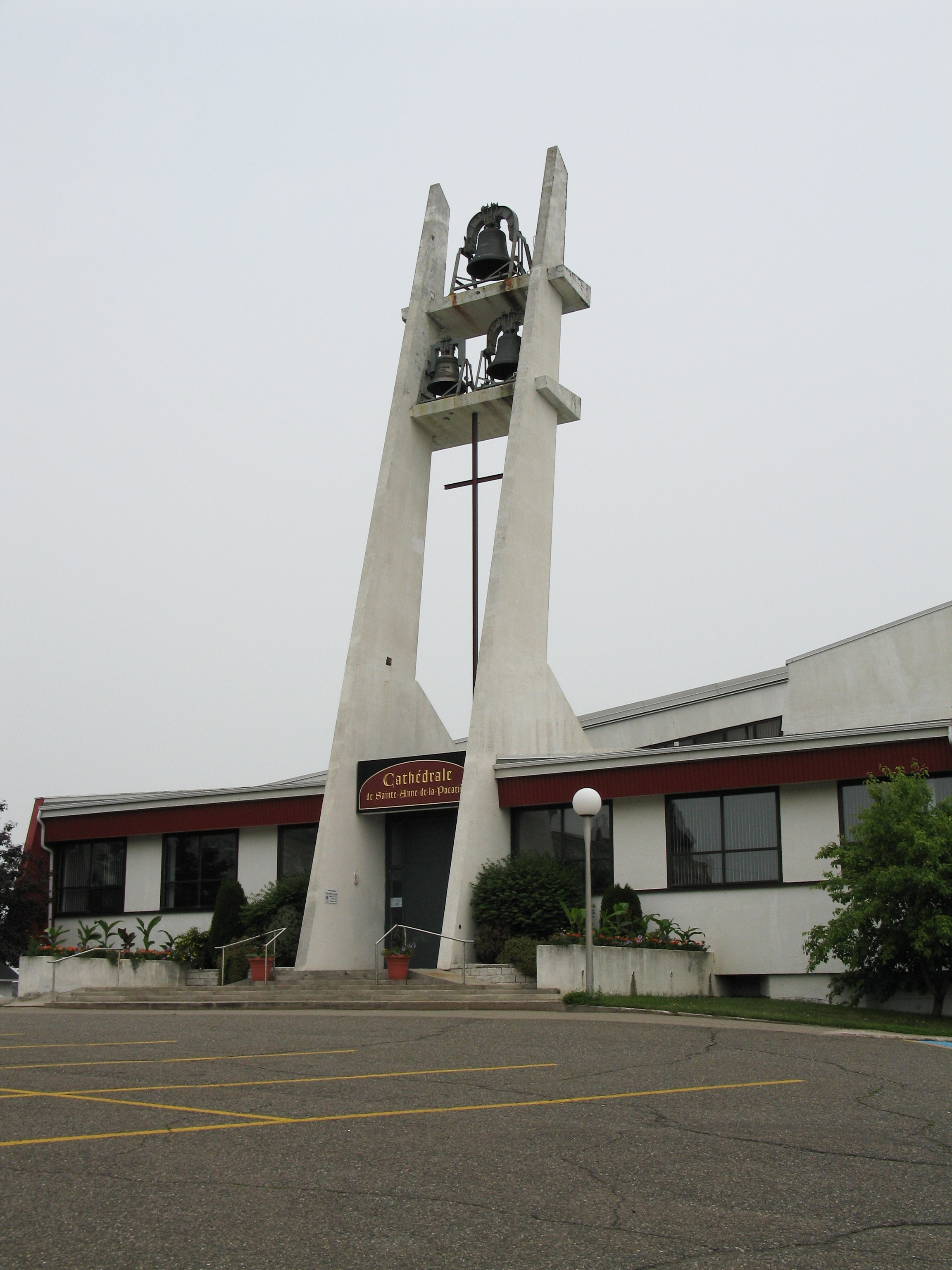
Kathedrale Sainte-Anne in Sainte-Anne-de-la-Pocatière

Das Bistum Sainte-Anne-de-la-Pocatière wurde am 23. Juni 1951 durch Papst Pius XII. mit der Apostolischen Konstitution Sollerti studio aus Gebietsabtretungen des Erzbistums Québec errichtet und diesem als Suffraganbistum unterstellt.

## Bischöfe von Sainte-Anne-de-la-Pocatière
- 1951–1968 Bruno Desrochers
- 1968–1984 Charles Henri Lévesque
- 1985–1995 André Gaumond, dann Koadjutorerzbischof von Sherbrooke
- 1996–2008 Clément Fecteau
- 2008–2017 Yvon-Joseph Moreau OCSO
- 2017–0000 Pierre Goudreault